# Bashkia e Urës Vajgurore
Bashkia e Urës Vajgurore är kommundel tidigare en kommun i Albanien.   Den ligger i prefekturen Qarku i Beratit, i den centrala delen av landet, 60 kilometer söder om huvudstaden Tirana.
Kommunen utökades 2015 genom en sammanslagning av kommunerna Bashkia e Urës Vajgurore, Poshnjës, Kutalli och Cukalat.
Trakten runt Bashkia e Urës Vajgurore består till största delen av jordbruksmark.  Runt Bashkia e Urës Vajgurore är det ganska tätbefolkat, med 160 invånare per kvadratkilometer.